# 팔대산인
팔대산인(Badashanren,八大山人, 1624년 ~ 1703년)은 중국 명나라 왕족 출신으로 남창(장시성)에서 출생하였고 청나라 초기 승려 화가이다. 명 천계 6~청 강희 44. 중국 청초에 활약한 명의 유민화가이다. 그는 명나라말 4대 승려화가 중의 한 명이다. 명나라 왕족 출신으로 명나라가 망하고 청나라가 되자, 승려가 되어 그림을 그렸다고 한다.
본명은 주탑(朱耷). 자는 설개(雪個). 팔대산인은 그의 호이다. 60세경부터 팔대산인이라 칭하였다.

## 생애
팔대산인은 1624년에 남창(장시성)에서 출생하였다.
순치 5년 만에 아내가 죽고, 주하양변 봉모대제가 출가(出家)하고, 봉신현 경향사에 이르러 삭발하고 중이 되면서 이름이 바뀌었다. 스물네 살에 산과 나귀의 이름을 바꾸었다. 순치 10(1653년)에는 주양이 28세에 모친을 맞이하여 혼 홍애사를 신축하고, 경암 노인에게서 종사(宗)라 부르고, 산에서 경을 강의하며, 법을 배운 백여 명을 따랐다. 팔대산인이 스물여덟 살부터 서른여섯 살까지 남창시 무주문(진현문)외줄 금탑 근처에 어머니와 동생을 데리고 살았다는 고증도 있다. 당시 이 곳은 다실의 술이 아주 많아 노동 인민들이 많이 사는 곳이었다. 청빈하게 살면서 헝클어진 머리와 때묻은 얼굴이 여기에 있다. 늘 술 마시는 것을 좋아하지만 승진이 되지 않아 걸핏하면 술에 취한다. 취했을 때, 큰 붓으로 휘호하여, 한 번에 십여 폭을 휘둘렀고, 사승과 빈사, 도살자, 고아는, 그 그림을 요구하였고, 요구가 있을 때에는 아낌없이 기증하였다. 서른여섯 살 때 주양은 "자세한 곳을 찾아라"며 남창성 변두리의 천녕관을 찾았다. 바로 이 해에 그는 천녕관을 개축하고 '청운포'로 이름을 바꾸었다. 청운이란 말은 원래 도가신화 여순양이 청운을 타고 내려온다는 뜻에서 나왔다. 또 '비검이 땅에 꽂혀 있고, 식계나무가 낡은 기초를 규정한다'는 말이 있는데, 이것이 이곳에 현존하는 당계의 유래다. 청가경 20년(1815년)장원 다이균원은 '포'를 '보(改为)"로 바꿔 '청운(靑)'의 계보를 전하고, 이를 근거로 '청운보'로 개칭했다.

## 대표 작품
《수목청화도(水木清華圖, 화화수조도(荷花水鳥圖》 등이 있다.

## 관련 서적
《팔대산인》(저자 저우스펀, 서은숙 번역, 2005년 6월 창해)